# Moritz Nedopil
Moritz Ludwig Jakob Nedopil, auch Mauric (* 13. September 1847 in Eichhorn; † 25. Dezember 1909 in Brünn) war ein böhmisch-österreichischer Chirurg.

## Leben
Er war ein Sohn des Mitgliedes des Mährischen Landtages und Mitgliedes des Abgeordnetenhauses des österreichischen Reichsrates Jakob Nedopil (1811–1894) und der Friederike geb. Friederika Schiller.
Seine Schulbildung beschloss er auf dem Schottengymnasium in Wien und studierte ab 1867 an der Universität Wien Medizin. 1873 wurde er promoviert und war ab Oktober 1874 Assistent an der Chirurgischen Klinik im Allgemeinen Krankenhaus Wien bei Professor Theodor Billroth (1829–1894). Mit seiner 1879 erfolgten Habilitation wurde er Privatdozent für Chirurgie an der Medizinischen Fakultät. 1881 erfolgte seine Wahl zu Abteilungsvorstand an einer der beiden chirurgischen Abteilungen der Allgemeinen Poliklinik in Wien.
1883 ließ er sich als Praktischer Arzt in Konstantinopel kurzzeitig nieder. Bereits ein Jahr später wurde er zum Primararzt der chirurgischen Abteilung des Landeskrankenhauses in Brünn ernannt und 1893 erfolgte seine Beförderung zum Spitalsdirektor. Mehrmals wurde er als Mitglied in den k.k. Landes-Sanitätsrat für Mähren bestellt.
Bereits 1889 hatte er in Hernals Anna Kinn (* 1852) geheiratet.

## Veröffentlichungen
- Aus der chirurgischen Klinik des Hofrathes Professor Billroth in Wien. Sieben geheilte penetrirende Schussverletzungen des Thorax. Sonderdruck aus: Wiener medizinische Wochenschrift. Wien 1877
- Casuistische Mittheilungen aus der Klinik des Professors Billroth in Wien. I. Exstirpation der Scapula und eines Theiles der Clavicula des Armes. Sonderdruck aus: Langenbeck’s Archiv. Berlin (1877)
- Mittheilungen aus dem Ambulatorium von Prof. Billroth´s chirurg. Universitäts-Klinik in Wien: I. Symmetrische Gangrän der Extremitäten. II. Symmetrische Spontanfraktur der Oberschenkel. III. Vollständiger Schwund einer Radiusdiaphyse. Sonderdruck aus: Wiener medizinische Wochenschrift. Wien 1878
- Das Ambulatorium in den Jahren 1871–1877. Aus der chirurgischen Universitäts-Klinik des Hofrathes Prof. Dr. Th. Billroth in Wien. Sonderdruck aus: Wiener medizinische Wochenschrift. Wien 1878
- Extirpace sleziny lidské. (Exstirpation der menschlichen Milz) In: Odborná pathol. eine Therapie (Spezielle Pathol. und Therapie) 1880
- Die Laparosplenotomie. Sonderdruck aus: Wiener medizinische Wochenschrift: Wien 1881
- Ueber tuberkulöse Erkrankungen der Zunge. Sonderabdruck aus: Wiener Klinik. Wien 1881
- Zur Herniotomie und Darmsektion. 1886
- Zwei operativ geheilte Fälle Invaginatio ileocoecalis bei Erwachsenen. 1903